# Convención contra la tortura y otros tratos o penas crueles, inhumanas o degradantes

Mapa de los 175 Estados parte de la Convención a 2025 (en verde).
Firmado y ratificado
Firmado pero no ratificado
Ni firmado ni ratificado

La Convención contra la tortura y otros tratos o penas crueles, inhumanas o degradantes es uno de los principales tratados internacionales en materia de derechos humanos contra la tortura. Fue adoptada por la Asamblea General de las Naciones Unidas el 10 de diciembre de 1984, y entró en vigor el 26 de junio de 1987, al haber sido alcanzado el número de ratificaciones necesario. Su antecedente más inmediato fue la Declaración sobre la protección de todas las personas contra la tortura y otros tratos o penas crueles, inhumanos o degradantes aprobada por la Asamblea General de Naciones Unidas el 9 de diciembre de 1975.
La Convención establece una serie de obligaciones para los Estados Parte y crea un órgano de tratado: el Comité contra la Tortura.
Esta convención cuenta con un protocolo facultativo que fue aprobado en 2002 y entró en vigencia en 2006.

## Antecedentes y definición
La Convención está antecedida por una serie de considerandos o motivos, e integrada por 33 artículos divididos en tres partes.
La Convención busca impedir absolutamente el uso de las torturas por parte de los Estados, sin admitir ninguna excusa ni situación extraordinaria, como la guerra o cualquier otra emergencia.